# Chaerophyllum
- Commons
- Wikispecies

Chaerophyllum L. é um género botânico pertencente à família Apiaceae.

## Sinonímia
- Chrysophae Koso-Pol.
- Neoconopodium (Koso-Pol.) Pimenov & Kljuykov

## Espécies
- Chaerophyllum azoricum
- Chaerophyllum bulbosum
- Chaerophyllum hirsutum
- Chaerophyllum procumbens
- Chaerophyllum tainturieri
- Chaerophyllum temulum
- «Lista completa»

## Classificação do gênero
| Sistema | Classificação                    | Referência               |
| ------- | -------------------------------- | ------------------------ |
| Linné   | Classe Pentandria, ordem Digynia | Species plantarum (1753) |